# 萩原駅 (福岡県)
萩原駅（はぎわらえき）は、福岡県北九州市八幡西区萩原一丁目にある、筑豊電気鉄道筑豊電気鉄道線の駅である。駅番号はCK04。

## 歴史
- 1963年（昭和38年）8月25日：駅開業。
- 2015年（平成27年）7月26日：ネーミングライツにより「萩原中央病院前」の副駅名が付与される[1]。

## 駅構造
相対式ホーム2面2線を持つ地上駅である。相対式ではあるが踏切を挟んで斜向かいに上下線のホームがある。無人駅。駅のすぐ横の踏切は警報機も遮断機もない第4種踏切道となっている。そのため電車が発車する際には警笛またはフットゴング、メロディホーン、車外スピーカーによる注意喚起を行う。当駅上りホームより穴生方は高架区間となる。
| ホーム | 路線        | 行先                       | 備考 |
| ------ | ----------- | -------------------------- | ---- |
| 1      | ■筑豊電鉄線 | 永犬丸・楠橋・筑豊直方方面 |      |
| 2      | ■筑豊電鉄線 | 黒崎駅前方面               |      |

※実際には上記ののりば番号標はない、上記の番号は列車運転指令上の番線番号である。

## 利用状況
2021年度の1日平均乗降人員は823人である。
近年の1日平均乗車人員は以下の通りである。
| 乗降人員推移 | 乗降人員推移 |
| 年度         | 1日平均人数  |
| ------------ | ------------ |
| 2011         | 1,192        |
| 2012         | 1,324        |
| 2013         | 1,202        |
| 2014         | 1,127        |
| 2015         | 1,129        |
| 2016         | 1,140        |
| 2017         | 1,121        |
| 2018         | 1,035        |
| 2019         | 952          |
| 2020         | 815          |
| 2021         | 823          |

## 駅周辺
駅そばの道路沿いには商店街がある。周辺は団地が林立する住宅地である。その一部は映画「おっぱいバレー」の撮影現場となった。
- 萩原団地
- 萩原中央病院
- 青山中央外科
- 北九州市立青山小学校
- 穴生公園
- 青山エースレーン（ボウリング場）
- 星琳高等学校
- 九州地方整備局八幡維持出張所
- 日本郵政萩原郵便局

## 隣の駅
筑豊電気鉄道
■筑豊電気鉄道線
熊西駅 (CK03) - 萩原駅 (CK04) - 穴生駅 (CK05)